# Montesano Salentino
Montesano Salentino ist eine südostitalienische Gemeinde (comune) mit 2603 Einwohnern (Stand 31. Dezember 2023) in der Provinz Lecce in Apulien. Die Gemeinde liegt etwa 47 Kilometer von Lecce im Salento.

## Geschichte
Die Gemeinde ist erstmals im 14. Jahrhundert erwähnt worden. Bis 1947 gehörte sie zur Nachbargemeinde Miggiano.

## Gemeindepartnerschaft
Montesano Salentino unterhält Partnerschaften mit der Gemeinde San Donato di Ninea in der Provinz Cosenza sowie mit der griechischen Gemeinde Gallikos Kilkis in Zentralmakedonien.

## Verkehr
Durch die Gemeinde führt die Strada Statale 275 di Santa Maria di Leuca von Maglie nach Santa Maria di Leuca.